# Cleveland Monsters
Cleveland Monsters je profesionální americký klub ledního hokeje, který sídlí v Clevelandu ve státě Ohio. Do AHL vstoupil v ročníku 2007/08 a hraje v Centrální divizi v rámci Západní konference. Své domácí zápasy odehrává v hale Rocket Mortgage FieldHouse s kapacitou 18 926 diváků, ve které sídlí i klub NBA Cleveland Cavaliers. Klubové barvy jsou rudá, černá, zlatá, bílá a modrá.
Své první utkání sehrálo mužstvo 6. října 2007 na ledě Grand Rapids Griffins. Celek byl do roku 2015 farmou klubu NHL Colorado Avalanche a za osm sezon spolupráce se pouze jednou probojoval do play off, v ročníku 2010/11 vypadl v prvním kole. Počínaje sezonou 2015/16 je klub farmou celku Columbus Blue Jackets. V této sezóně zároveň klub získal Calderův pohár.
Název klubu je inspirován pověstí, že v nedalekém Erijském jezeru žije vodní příšera Bessie. Ve městě Cleveland v minulosti působilo několik hokejových klubů, v letech 1976-78 zde Cleveland Barons nastupovali dokonce v NHL.

## Historické názvy
Zdroj:
- 2007 – Lake Erie Monsters
- 2016 – Cleveland Monsters

## Vyřazená čísla
V závorce uveden clevelandský klub, ve kterém hráč působil.
- 1 – Johny Bower (Cleveland Barons)
- 9 – Fred Glover (Cleveland Barons)
- 15 – Jock Callander (Cleveland Lumberjacks)

## Úspěchy klubu
- Vítěz AHL – 1x (2015/2016)
- Vítěz západní konference – 1x (2015/16)

## Umístění v jednotlivých sezonách
Stručný přehled
Zdroj:
- 2007–2015: American Hockey League (Severní divize)
- 2015–2018 : American Hockey League (Centrální divize)
- 2015– : American Hockey League (Severní divize)

Jednotlivé ročníky
Zdroj:
Legenda: Z – zápasy, V – výhry, P – porážky, PP – porážky v prodloužení či na samostatné nájezdy, VG – vstřelené góly, OG – obdržené góly, B – body
| USA / Kanada (2007 – ) |                        |        |    |    |    |    |     |     |    |        |
| Sezóny                 | Liga                   | Úroveň | Z  | V  | PP | P  | VG  | OG  | B  | Pozice |
| 2007/08                | AHL (Severní divize)   | 2      | 80 | 26 | 13 | 41 | 209 | 276 | 65 | 6.     |
| 2008/09                | AHL (Severní divize)   | 2      | 80 | 34 | 8  | 38 | 199 | 218 | 76 | 6.     |
| 2009/10                | AHL (Severní divize)   | 2      | 80 | 34 | 9  | 37 | 234 | 257 | 77 | 6.     |
| 2010/11                | AHL (Severní divize)   | 2      | 80 | 44 | 8  | 28 | 223 | 206 | 96 | 2.     |
| 2011/12                | AHL (Severní divize)   | 2      | 76 | 37 | 10 | 29 | 189 | 210 | 84 | 3.     |
| 2012/13                | AHL (Severní divize)   | 2      | 76 | 35 | 10 | 31 | 211 | 220 | 80 | 3.     |
| 2013/14                | AHL (Severní divize)   | 2      | 76 | 32 | 11 | 33 | 197 | 232 | 75 | 4.     |
| 2014/15                | AHL (Severní divize)   | 2      | 76 | 35 | 12 | 29 | 211 | 240 | 82 | 4.     |
| 2015/16                | AHL (Centrální divize) | 2      | 76 | 43 | 11 | 22 | 211 | 188 | 97 | 2.     |
| 2016/17                | AHL (Centrální divize) | 2      | 76 | 39 | 8  | 29 | 195 | 198 | 86 | 5.     |
| 2017/18                | AHL (Centrální divize) | 2      | 76 | 25 | 10 | 41 | 190 | 258 | 60 | 7.     |
| 2018/19                | AHL (Severní divize)   | 2      | 76 | 37 | 10 | 29 | 232 | 234 | 84 | 4.     |
| 2019/20                | AHL (Severní divize)   | 2      | 62 | 24 | 7  | 31 | 159 | 192 | 55 | 8.     |
| 2020/21                | AHL (Centrální divize) | 2      | 29 | 16 | 3  | 10 | 101 | 86  | 35 | 2.     |
| 2021/22                | AHL (Severní divize)   | 2      | 76 | 28 | 13 | 35 | 207 | 262 | 69 | 7.     |
| 2022/23                | AHL (Severní divize)   | 2      | 72 | 33 | 7  | 32 | 220 | 254 | 73 | 6.     |
| 2023/24                | AHL (Severní divize)   | 2      | 72 | 40 | 8  | 24 | 233 | 238 | 88 | 1.     |

### Play-off
| Sezona  | 1. kolo                                       | 2. kolo                                       | Finále konference                             | Finále Calder Cupu                            |
| ------- | --------------------------------------------- | --------------------------------------------- | --------------------------------------------- | --------------------------------------------- |
| 2007/08 | mužstvo se nekvalifikovalo                    | mužstvo se nekvalifikovalo                    | mužstvo se nekvalifikovalo                    | mužstvo se nekvalifikovalo                    |
| 2008/09 | mužstvo se nekvalifikovalo                    | mužstvo se nekvalifikovalo                    | mužstvo se nekvalifikovalo                    | mužstvo se nekvalifikovalo                    |
| 2009/10 | porážka, 3-4, Manitoba                        | —                                             | —                                             | —                                             |
| 2010/11 | mužstvo se nekvalifikovalo                    | mužstvo se nekvalifikovalo                    | mužstvo se nekvalifikovalo                    | mužstvo se nekvalifikovalo                    |
| 2011/12 | mužstvo se nekvalifikovalo                    | mužstvo se nekvalifikovalo                    | mužstvo se nekvalifikovalo                    | mužstvo se nekvalifikovalo                    |
| 2012/13 | mužstvo se nekvalifikovalo                    | mužstvo se nekvalifikovalo                    | mužstvo se nekvalifikovalo                    | mužstvo se nekvalifikovalo                    |
| 2013/14 | mužstvo se nekvalifikovalo                    | mužstvo se nekvalifikovalo                    | mužstvo se nekvalifikovalo                    | mužstvo se nekvalifikovalo                    |
| 2014/15 | mužstvo se nekvalifikovalo                    | mužstvo se nekvalifikovalo                    | mužstvo se nekvalifikovalo                    | mužstvo se nekvalifikovalo                    |
| 2015/16 | postup, 3-0, Rockford                         | postup, 4-2, Grand Rapids                     | postup, 4-0, Ontario                          | Vítěz AHL, 4-0, Hershey                       |
| 2016/17 | mužstvo se nekvalifikovalo                    | mužstvo se nekvalifikovalo                    | mužstvo se nekvalifikovalo                    | mužstvo se nekvalifikovalo                    |
| 2017/18 | mužstvo se nekvalifikovalo                    | mužstvo se nekvalifikovalo                    | mužstvo se nekvalifikovalo                    | mužstvo se nekvalifikovalo                    |
| 2018/19 | postup, 3-1, Syracuse                         | porážka, 0-4, Toronto                         | —                                             | —                                             |
| 2019/20 | sezona nedohrána kvůli pandemii koronaviru    | sezona nedohrána kvůli pandemii koronaviru    | sezona nedohrána kvůli pandemii koronaviru    | sezona nedohrána kvůli pandemii koronaviru    |
| 2020/21 | playoff se nekonalo kvůli pandemii koronaviru | playoff se nekonalo kvůli pandemii koronaviru | playoff se nekonalo kvůli pandemii koronaviru | playoff se nekonalo kvůli pandemii koronaviru |
| 2021/22 | mužstvo se nekvalifikovalo                    | mužstvo se nekvalifikovalo                    | mužstvo se nekvalifikovalo                    | mužstvo se nekvalifikovalo                    |
| 2022/23 | mužstvo se nekvalifikovalo                    | mužstvo se nekvalifikovalo                    | mužstvo se nekvalifikovalo                    | mužstvo se nekvalifikovalo                    |
| 2023/24 | postup, 3–1, Belleville                       | postup, 3–0, Syracuse                         | porážka, 3–4, Hershey                         | —                                             |

## Klubové rekordy

### Za sezonu
Góly: 33, Zac Dalpe (2018/19)
Asistence: 50, T.J. Hensick (2009/10)
Body: 70, T.J. Hensick (2009/10) a Ben Walter (2010/11)
Trestné minuty: 215, Daniel Maggio (2014/15)
Čistá konta: 9, Tyler Weiman (2008/09)
Vychytaná vítězství: 27, Anton Forsberg (2016/17)
Průměr obdržených branek: 2.11, Cedrick Desjardins (2011/12)
Procento úspěšnosti zákroků: .932, Cedrick Desjardins (2011/12)

### Celkové
Góly: 67, Andrew Agozzino
Asistence: 98, Andrew Agozzino
Body: 165, Andrew Agozzino
Trestné minuty: 522, Daniel Maggio
Čistá konta: 13, Tyler Weiman
Vychytaná vítězství: 60, Calvin Picard
Odehrané zápasy: 264, Cameron Gaunce